# Естествознание
Естествознание (също природознание, естествена история на английски: natural history) е област на науката, изучаваща съвкупността на естествените науки, разглеждани като едно цяло. Английският термин natural history е превод на латински: naturalis historia. Значението на термина отначало е обозначавало всичко, свързано с природата (например Плиний Стари е известен с природонаучното си съчинение Naturalis historia („Естествена история“), което е единственият запазен до днес негов труд), но се е стеснявало постепенно с времето.
Съвременните определения на естествознанието имат най-разнообразен произход и поради това съществуват множество дефиниции. Например естествената история може да се дефинира както като тип наблюдение и неговият обект, така и като целият обем от натрупано знание, практики и умения, при което ударението се поставя повече върху наблюдателя, отколкото върху наблюдавания предмет.
Учените, които се занимават с естествена история се наричат натуралисти или естествоизпитатели.

## История
Естествознанието се появява преди повече от 3000 години. Тогава не е имало разделение на физика, биология, география, а с наука се занимавали философите. С развитието на търговията и мореплаването започва развитието на географията, а с развитието на техниката се отделят физиката и химията. По този начин в по-съвременните разбирания естествознанието е научното изследване на растенията и животните и то предимно чрез наблюдения, а не чрез експерименти и научните резултати се публикуват по-скоро в популярни списания, отколкото в академични издания.
В разбирането на европейците науката съдържа две основни области: хуманитарни науки (включително теология) и природни науки чак до късните десетилетия на XIX век. Природните науки на свой ред се профилират, като естествознанието прилага описателен подход към изучаването на природата, а натурфилософията прилага аналитичен подход. В съвременното разбиране, натурфилософията грубо съответства на съвременните физика и химия, докато естествознанието включва биологичните и геоложките науки. Двата клона са тясно свързани и по време на разцвета на естествознанието през XVII – XVIII век, известни учени са допринасяли и в двете области, а докладите им са били четени на професионални събрания като например в Кралското научно дружество или Френската академия на науките – институции, водещи началото си от XVII век.
Естествознанието понякога се развива и с чисто практическа цел, например в случая на Карл Линей, мотивиран от желанието за подобряване на икономиката в Кралство Швеция. По подобен начин индустриалната революция стимулира развитието на геологията поради необходимостта да се анализират скалните страти (слоеве) с оглед намирането на полезни изкопаеми.

### В наши дни
Днес естествознанието принадлежи към групата на природните науки и целта му е систематично изследване на всички природни обекти и организми. Това е една много широка област на изследване сред доста по-тясно специализираните други науки. Докато в исторически план естествознанието датира от Античността и средновековния Арабски свят до европейските ренесансови учени, работещи в усамотение и изолация, днес полето на естествознанието е пример за интердисциплинарни научни изследвания и има допирни точки с много от по-специализираните науки. Например геобиологията е пример за такава мултидисциплинарност.

## Музеи
Музеите по естествена история играят важна роля за появата на профилиране в професионалните биологични направления и научните изследвания. Особено в началото на XIX век учените започват широко да използват събраните колекции като инструмент за обучение и като основа за морфологични научни изследвания. Някои от най-известните музеи са Американският музей по естествена история в Ню Йорк, музеят по естествена история в Смитсоновия институт в САЩ, Музеят по естествена история в Лондон, Националният музей по естествена история в Париж и др. В България такива музеи са Национален природонаучен музей, музей „Земята и хората“ и др.